# Grażyna Ginalska
Grażyna Maria Ginalska – polska biolog, biochemik i biotechnolog, profesor nauk farmaceutycznych, wykładowca Uniwersytetu Medycznego w Lublinie.

## Życiorys
Ukończyła I LO im. A.J. ks. Czartoryskiego w Puławach, a następnie biologię (1976) na UMCS. Po ukończeniu studiów podjęła pracę w Zakładzie Biochemii WBiNoZ na UMCS. W 1988 obroniła pracę doktorską Badania nad doborem nośników, warunków chromatografii powinowactwa i immobilizacji poligalakturonazy z Aspergillus niger 71 napisaną pod kierunkiem prof. Jerzego Łobarzewskego. W 2001 habilitowała się na podstawie rozprawy Sposoby immobilizacji ligandów na matrycach stałych i ich zastosowanie w badaniach biochemicznych. Przeniosła się potem na Uniwersytet Medyczny w Lublinie, obejmując kierownictwo Katedry i Zakładu Biochemii (od 2009 Katedry i Zakładu Biochemii i Biotechnologii), gdzie cały czas pozostaje zatrudniona na stanowisku profesora.

## Działalność naukowa
Zajmuje się wytwarzaniem i modyfikacją biomateriałów o przeznaczeniu medycznym, jest współautorką sztucznej kości, za którą otrzymała nagrody zespołowe.

## Odznaczenia
- Srebrny Krzyż Zasługi (2003)[10]